# .ac
.ac は、国別コードトップレベルドメイン (ccTLD)の一つ。イギリス領アセンション島に割り当てられている。このドメインはNIC.ACによって管理されており、これはイギリスに本社を置くInternet Computer Bureauの子会社である。ドメインの登録は誰でも行うことが出来る。
.acは様々な国に設立されている大学向けの第2レベルドメインにもなっている。これについては.ac (セカンドレベルドメイン)を参照。
国際化ドメイン名の登録を受け入れている。